# (6354) Vangelis
(6354) Vangelis ist ein Asteroid des Hauptgürtels, der am 3. April 1934 vom belgischen Astronomen Eugène Delporte an der königlichen Sternwarte in Ukkel entdeckt wurde.
Der Asteroid wurde am 7. November 1995 nach dem griechischen Musiker und Komponisten Vangelis Papathanassiou benannt, der einer der Pioniere der elektronischen Musik war.